# Stanisław Udrzycki
Stanisław Udrzycki ou Stanisław Udrycki (falecido em Outubro de 1621) foi um prelado católico romano que serviu como bispo auxiliar de Lutsk de 1617 a 1621 e bispo titular de Argos de 1617 a 1621.
Em 1617, Stanisław Udrzycki foi nomeado durante o papado de Urbano VIII como Bispo Auxiliar de Lutsk e Bispo Titular de Argos. No dia 27 de Maio de 1618, foi consagrado bispo por Jan Andrzej Próchnicki, Arcebispo de Lviv. Serviu como Bispo Auxiliar de Lutsk até à sua morte, em Outubro de 1621 e, enquanto desempenhou essa função, foi o co-consagrador principal de Thomas Piranski, Bispo Auxiliar de Lviv (1618).